# Gelotia robusta
Gelotia robusta är en spindelart som beskrevs av Fred R. Wanless 1984. Gelotia robusta ingår i släktet Gelotia och familjen hoppspindlar. Inga underarter finns listade i Catalogue of Life.